# Keményffy Jenő

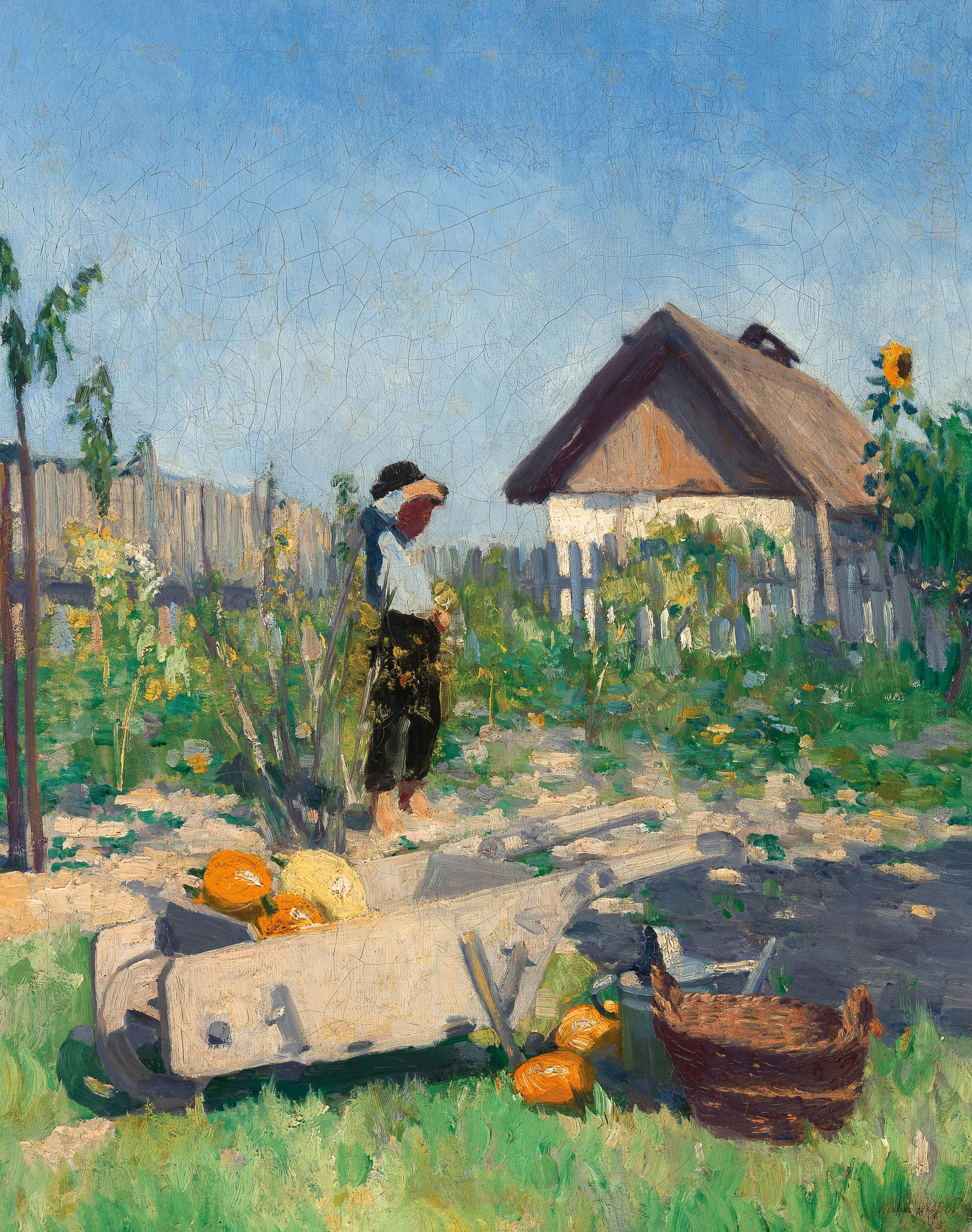
Keményffy Jenő: Kertész a kertben

Keményffy Jenő (Budapest, 1875. február 19. – Budapest, 1920. szeptember 6.) magyar festőművész. Sógorai Vészi József és Róna József. Unokahúga Vészi Margit.

## Élete
Keményffy Gábor Ádám (1832–1899) gabonakereskedő, tőzsde-titkár és Schossberger Nina (1844–1915) fia. A budapesti Mintarajziskolában Székely Bertalan és Aggházy Gyula tanítványa volt, majd Münchenben a Hollósy Simon-féle magániskolát látogatta. 1898-ban a nagybányai festőiskolában tevékenykedett. 1899-től kezdve naturalista életképeket, városrészleteket, csendéleteket állított ki, a budapesti Műcsarnokban is. 1912-ben elnyerte a Lipótvárosi Kaszinó díját. Két alkotása a Magyar Nemzeti Galéria gyűjteményébe, önarcképe az Ernst Múzeumba került. 1908-ban kikeresztelkedett az unitárius vallásra. Halálát tüdőgyulladás okozta.

## Magánélete
Házastársa Kertész Hedvig volt, Kertész Bernát és Langsfeld Emma lánya, akivel 1901. március 24-én Budapesten, a Terézvárosban kötött házasságot. 1919-ben elváltak.
Gyermeke
- Keményffy Gábor Ádám (1902–?) okleveles vegyészmérnök. Felesége Szász Erzsébet.[9]